# ЭГМ
ЭГМ (электровоз с гидравлической передачей, маневровый) — опытный советский маневровый электровоз.
Электровоз создан в 1964 году в локомотивном депо Тбилиси Закавказской железной дороги путём переделки маневрового тепловоза. Данная дорога уже тогда была почти полностью электрифицирована, а питание на неё поступало преимущественно от гидроэлектростанций. Таким образом, дороге было выгодней использовать именно электровозы, однако на манёврах работали тепловозы, так как маневровые электровозы советская промышленность в то время только начинала выпускать (в 1963 году начато производство ВЛ41, а контактно-аккумуляторные ВЛ26 появились только в 1966 году). Тогда инженер Вахтанг Ясонович Магалашвили выдвинул предложение о создании маневровых электровозов путём переделки маневровых тепловозов. Для переделки был взят ТГМ3-282 (мощность 750 л. с. или ≈550 кВт), с которого сняли дизельный двигатель М753 и всё необходимое для работы с данным двигателем оборудование: холодильники, двухмашинный агрегат, стартерную аккумуляторную батарею и т. д., но при этом оставили тяговую гидравлическую передачу.
Взамен на локомотив поставили два тяговых электродвигателя ДК-103 (1500 В, 180 кВт), снятых с электросекций Ср3. Валы якорей двигателей были связаны между собой, а также с гидропередачей; роторные обмотки ТЭД соединялись последовательно. Возбуждение ТЭД было независимым, для чего на электровозе был установлен и мотор-генератор НБ-429 (применялся на ВЛ8), который питал обмотки возбуждения ТЭД. Этот же мотор-генератор служил и стартером. Так при пуске валы якорей двигателей соединились через зубчатую передачу с его валом, и лишь после того, как суммарное напряжение на их зажимах достигало напряжения в контактной сети, якорные обмотки подключались к контактному проводу через установленный на крыше пантограф. Частота вращения якорей электродвигателей регулировалась за счёт изменения возбуждения (min=53 % от полного) и могла составлять от 750 до 1350 об/мин.
Также на электровозе были установлены электропневматические (2 шт.) и электромагнитные контакторы, реле перегрузки, мотор-компрессор и контроллер машиниста (был создан путём доработки снятого с Ср3). После переделки электровоз получил полное обозначение ЭГМ-1.
С 1964 по 1965 гг. электровоз проходил эксплуатационные испытания при манёврах на станции Тбилиси, а также водил поезда на участке Тбилиси—Гори и Тбилиси—Рустави. Вес электровоза составлял 68 тонн, при этом запас масла для гидропередачи составлял 150 литров, а песка — 900 кг. На маневровом режиме скорость электровоза достигала 30 км/ч, а сила тяги составляла 22 400 кгс, на поездном — 60 км/ч и 14 400 кгс соответственно. Максимальная скорость транспортировки электровоза со снятыми карданными валами — 90 км/ч. В марте 1965 года ЭГМ-1 ввели в постоянную эксплуатацию. В 1976 году он был исключён из локомотивного парка МПС.